# Reticana lineata
Reticana lineata är en insektsart som beskrevs av Hermann Burmeister 1839. Reticana lineata ingår i släktet Reticana och familjen dvärgstritar. Inga underarter finns listade i Catalogue of Life.